# Zahirja (rejon lwowski)
Zahirja (ukr. Загір'я) – wieś na Ukrainie, w obwodzie lwowskim, w rejonie lwowskim, w hromadzie Rawa Ruska. W 2001 roku liczyła 77 mieszkańców.
Do 1992 roku miejscowość nosiła nazwę Zagórnie (ukr. Загірні, Zahirni).
Do 2020 w rejonie żółkiewskim.